# КК Бујукчекмеџе
КК Бујукчекмеџе (тур. Büyükçekmece Basketbol) је турски кошаркашки клуб из Бујукчекмеџеа. Из спонзорских разлога пун назив клуба тренутно гласи Демир Иншат Бујукчекмеџе (Demir İnşaat Büyükçekmece). У сезони 2017/18. такмичи се у Првој лиги Турске.

## Историја
Клуб је основан 2011. године, а од сезоне 2015/16. такмичи се у Првој лиги Турске.
У сезони 2016/17. играо је у ФИБА Купу Европе и стигао је до осмине финала.

## Учинак у претходним сезонама
| Сез.     | Првенство Турске | Куп Турске   | Европско такмичење                  | Европско такмичење |
| -------- | ---------------- | ------------ | ----------------------------------- | ------------------ |
| 2015/16. | 10. место        | Четвртфинале | —                                   |                    |
| 2016/17. | 13. место        | —            | ФИБА Куп Европе — Осмина финала     |                    |
| 2017/18. | 12. место        | —            | ФИБА Куп Европе — Друга групна фаза |                    |
| 2018/19. | 12. место        | —            | —                                   |                    |

## Познатији играчи
- Предраг Самарџиски
- Андрија Стипановић
- Војдан Стојановски